# Fragata blindada Cochrane
La fragata blindada Lord Cochrane fue una nave de guerra de la Armada de Chile construida entre 1872 y 1874 como su gemela, la fragata blindada Blanco Encalada, en los astilleros Earle's Shipbuilding Co, en Hull, Yorkshire, Reino Unido. 
Su compra y construcción se realizó durante los años en que afloraban las primeras disputas fronterizas en el sur de América. Al momento de su llegada a Valparaíso en 1874, la Cámara de Diputados de la República Argentina ya había autorizado la adhesión al secreto Tratado de Alianza Defensiva entre Perú y Bolivia, firmado en 1873, que pretendía obligar a Chile a aceptar las fronteras que los tres signatarios unidos le asignarían. Al llegar a Valparaíso, la fragata inclinó la balanza del poderío naval a favor de Chile y los tres países vecinos desistieron de amenazar.
Participó activamente en la Guerra del Pacífico, siendo su acción más destacada la captura del monitor peruano Huáscar en el combate naval de Angamos. El Cochrane formó parte de las fuerzas congresistas que derrotaron al presidente José Manuel Balmaceda en la guerra civil de 1891.
En sus últimos años de servicio fue utilizado como sede de diferentes escuelas de especialidades de la Armada.
Fue entregado a desguace en 1933. (p.170)

## Nombre
Las naves fueron llamadas inicialmente Santiago y Valparaíso. (p.7 y 82), Ya durante la construcción del Santiago se le renombró Almirante Cochrane en memoria del famoso oficial escocés Thomas Cochrane que dirigió la Primera Escuadra Nacional durante la Expedición Libertadora del Perú. En lenguaje coloquial se llama, a esta nave y a las que posteriormente llevan su nombre, Lord Cochrane.
Por un decreto supremo expedido el 14 de septiembre de 1876, el gobierno ordenó cambiar el nombre de Valparaíso, todavía en construcción, por el de Blanco Encalada en honrar la memoria del primero de los Comandantes en Jefe de la Primera Escuadra Nacional, Manuel Blanco Encalada. (p.108)
Los nombres genéricos fragata, blindado, acorazado, bergantín se refieren a las características técnicas de los navíos y que en castellano determinan el género del pronombre, ya sea "el Cochrane" o "la Cochrane".

## Antecedentes
Tareas y estado de la Armada de Chile tras la guerra hispano-sudamericana
El primer intento de fundar un estado chileno independiente en 1810 fue derrotado en 1814 por la capacidad naval de los realistas de desembarcar en cualquier lugar de la naciente república que no podía defender su mar. El triunfo patriota en las batallas de Chacabuco y Maipú permitió a la nueva nación crear la Primera Escuadra Nacional de Chile, que fue capaz de expulsar los navíos españoles de la costa oeste de América desde el Cabo de Hornos hasta California. Sin embargo, tras el paso de los años, su poder fue decreciendo.
Durante la guerra hispano-sudamericana, (1865-1866), Chile, que tenía solo la corbeta Esmeralda como nave de guerra propiamente tal y más tarde la goleta Virgen de Covadonga, sufrió el bombardeo de Valparaíso y el hundimiento, captura o incendio de casi toda su marina mercante, sin poder defenderse. A partir de esa situación se alzaron voces que exigían el fortalecimiento de la capacidad naval. El gobierno de Federico Errázuriz Zañartu (1871-1876) decidió poner las bases de una flota capaz de defender la costa y los intereses chilenos en el mar. : 94 
En 1865, la Marina del Perú poseía las fragatas Apurimac y Amazonas, las corbetas Unión y América y el bergantín Guise. Durante la guerra contra España recibió al monitor Huáscar y la fragata Independencia. En 1868, a pesar de la oposición peruana, Chile acordó con España la entrega de naves construidas en Gran Bretaña y retenidas durante la guerra. En el caso de Chile fueron las corbetas O'Higgins y la Chacabuco que se sumaron a la corbeta Esmeralda, la única nave de guerra propiamente tal durante el conflicto con la expotencia colonial en 1865.
Necesidades de la Armada
En octubre de 1871, una comisión de la Armada de Chile presentó al presidente de Chile Federico Errázuriz Zañartu las especificaciones técnicas y los costos presupuestados para dos navíos. Se preveía que un enfrentamiento por la Patagonia y Tierra del Fuego necesitaría de naves capaces de navegar en las tempestuosas aguas del Cabo de Hornos. Esto implicó una construcción mediana, de 3500 toneladas de desplazamiento, de buen y seguro comportamiento en mar gruesa. Además, la Armada debía cumplir también otras rutinas que eran múltiples y variadas, desde la afirmación de la soberanía en los extremos del territorio hasta el abastecimiento de poblados y faros alejados del centro. Aunque muchas de esas tareas podían ser cumplidas con barcos relativamente pequeños, se decidió que la posesión de naves capitales era necesaria para el resguardo del territorio en caso de amenazas por potencias extranjeras.
La promulgación de la ley
Se envió al Congreso el proyecto de ley para autorizar al ejecutivo la adquisición por $2.200.000 de los dos blindados y de la que sería después la cañonera Magallanes La ley fue aprobada el 29 de diciembre sólo con un voto de rechazo y fue promulgada el 4 de enero de 1872 con el siguiente texto:
Santiago, 4 de enero de 1872
Por cuanto el Congreso Nacional ha acordado el siguiente
Proyecto de lei
Art. 1.° Se autoriza al Presidente de la República para adquirir uno o dos buques de guerra blindados.
Art. 2.° Se le autoriza igualmente para adquirir un vapor capaz de armarse de guerra i destinado al servicio de la Colonia de Magallanes.
Art. 3.° Se le autoriza finalmente para levantar un empréstito que produzca dos millones docientos mil pesos el cual servirá esclusivamente para el pago de los mencionados buques.
Art. 4.° Estas autorizaciones durarán dos años.
I por cuanto, oído el Consejo del Estado, he tenido a bien aprobarlo i sancionarlo; por tanto ordeno se promulgue i lleve a efecto en todas sus partes como lei de la República.
Federico Errázuriz - Aníbal Pinto
Precio
La ley previó un total de $2.200.000 por las tres naves. En el informe de la Armada al Congreso Nacional de 1872 se informa que la Magallanes tendría un costo de £ 33.930, el primer blindado, el Cochrane, costaría £ 156.000. En ambos casos el costo sería sin armamento y sin la comisión del 2,5%. En ambos casos el informe advierte que no se conocen aún los detalles del contrato.
Los autores Rafael Mellafe y Mauricio Pelayo estiman el costo de los dos blindados chilenos en US$ 800.000 en 1872-73 y lo comparan favorablemente con el costo de los monitores peruanos Manco Capac y Atahualpa que, sumando la compra de los remolcadores, asciende a US$ 1.000.000 en 1868.

## Construcción
El estudio de factibilidad, la promulgación de la ley, el diseño, la orden de construcción y la construcción de las dos fragatas blindadas se realizó en medio de crecientes tensiones fronterizas con los vecinos Argentina, Bolivia y aunque no vecino, pero sí en intensa competencia, Perú. En caso de una declaración de guerra, por o a Chile, las leyes británicas prohibían la entrega de armas a los beligerantes de un conflicto en que Gran Bretaña se hubiera declarado neutral (Ver Reclamaciones de Alabama). Incluso se pensó en llevar el casco, aún sin armas, a Francia para evitar un potencial embargo. (p.156)
Se encargó al embajador en el Reino Unido, Alberto Blest Gana, la gestión del proyecto, quien contrató al arquitecto naval Edward J. Reed, una eminencia en la construcción naval de la época, exdirector de construcciones navales de la Marina Británica, como asesor técnico y siguiendo sus consejos encargó en abril de 1872 al astillero Earle Shipbuilding & Engineering & Co, en Hull, Yorkshire, llevar a cabo la construcción. La orden de construcción del segundo navío fue dada al mismo astillero en junio de 1872. (p.155)
En el astillero trabajaban 500 a 600 obreros en el buque en dos turnos de 10 horas cada uno, sin suspender los trabajos durante la noche. (p.V y 10)
En 1900 se le efectuó un completo reacondicionamiento.

## Características generales

### Consideraciones técnicas del diseño
El rápido avance tecnológico impulsado por la revolución industrial, con sus invenciones y desarrollos prometedores, pero aún no probados, como los cañones de retrocarga, la torretas de artillería, el blindaje y las máquinas de vapor y hélices, complicaban la decisión al tener que elegir entre la promesa de mejora y la seguridad de lo probado. 
A mediados del siglo XIX, existían tres maneras de distribuir la artillería en la cubierta de los buques de guerra. (pág. 37)
La antigua, usada en las naves a vela, consistía en colocarlos más o menos uniformemente separados sobre los costados del buque, en una o más cubiertas. El ángulo de sus disparos era casi solo perpendicular a la línea de crujía de la nave. La Esmeralda seguía ese diseño.
Una segunda opción fue la de las torretas blindadas giratorias que permitían un ángulo de tiro variable hacia los costados de la nave. Sin embargo, las ineficientes máquinas de vapor no permitían una gran autonomía por lo que se mantenía aún el velamen, que con sus mástiles y cables cerraban en campo de tiro en un amplio ángulo en la línea de crujía. En 1870, el HMS Captain, un buque con torreta, naufragó durante las pruebas de navegación, poniendo en entredicho la factibilidad de esa solución. El Huascar fue construido con torreta aunque con mejores diseños.
La tercera alternativa era colocar la artillería en un reducto central blindado con cañones pivotables que barrían un amplio ángulo de tiro, pero disminuyendo el ancho de la cubierta en dirección a popa o a proa para despejar el campo de tiro. Este sistema dio lugar a diseños que hoy nos parecen extrañas cubiertas. Esta fue la solución adoptada para el Cochrane.
En su oferta del 17 de abril de 1872 a Alberto Blest gana, el arquitecto naval Edward Reed explica su diseño: Vista la inmensa dificultad, i casi imposibilidad, de dar fuego de popa a proa a un buque de torre i teniendo presente la importancia que se atribuye hoi en día, recomiendo con insistencia un buque con batería fija, cuyos cañones estén montados de tal suerte que satisfazcan esa condición i especialmente por lo que toca a los fuegos hacia proa como se manifiesta en el adjunto diseño.

### Dimensiones principales

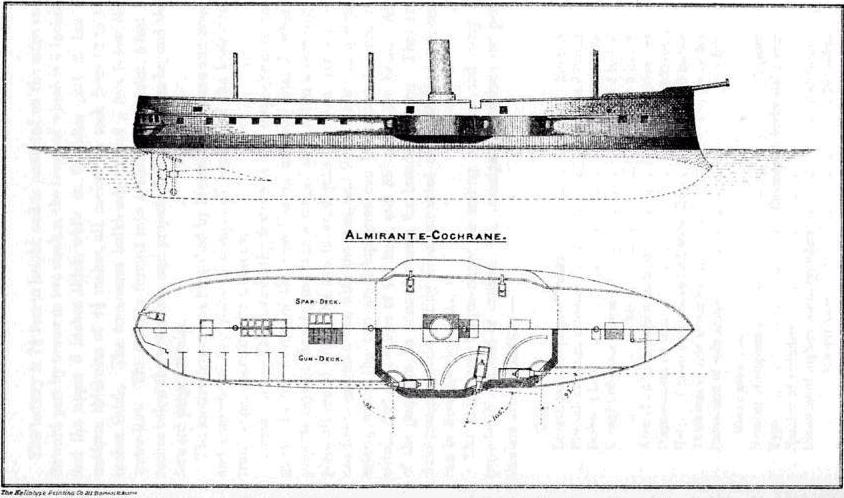
En la vista de perfil del buque se aprecia el espolón de proa. La vista de planta muestra en su parte superior la cubierta de mástiles ("spar deck") y en su parte inferior la cubierta de baterías ("gun deck") con los tres cañones de 9 pulgadas de estribor. El casco adyacente a los reductos de artillería era desplazado hacia el centro de la nave para permitir un mayor ángulo de tiro.

Las dimensiones principales del Cochrane eran: 64,0 m de eslora (largo), 14,0 m de manga (ancho) y 6,0 m de calado (profundidad). La carena tenía un desplazamiento máximo, esto es incluyendo combustible, agua dulce, armamento, municiones, víveres y tripulación, de 3650 t. El casco, construido en hierro remachado, con doble fondo, estaba dividido longitudinalmente en ocho compartimentos estancos (contando los piques de proa y popa), por siete mamparos del mismo material. La proa del Cochrane contaba, como era costumbre en los diseños de fines del siglo XIX, con un afilado espolón ubicado 2,0 m (6 ft 9 in) bajo la línea de flotación y que se proyecta 2,2 m (7 ft 6 in) por delante de la perpendicular de proa. La forma de la popa era de crucero.

### Armamento
Uno de los adelantos técnicos instalados inicialmente en la nave fueron las cureñas de acero que podían girar sobre correderas arqueadas barriendo un ángulo de hasta 110° en el horizonte. Montada sobre la cureña iba una plataforma deslizable que permitía retroceder o avanzar el cilindro del cañón avancarga a través de la tronera con el fin de cargar el nuevo proyectil o realizar el disparo. También tenía el mecanismo que inclinaba el cañón para darle al disparo el alcance necesario. Todos los movimientos y ajustes se hacían mediante manivelas y ruedas que trasmitían la fuerza manual a ruedas dentadas y engranajes.
Antes del disparo de un avancarga se debía limpiar y apagar cualquier fuego restante en el ánima del cañón, introducir el saquete con la nueva carga de explosivos, luego el proyectil, empujarlos hasta el fondo con una baqueta, girar (ronzar) sobre las correderas arqueadas hasta el ángulo del objetivo, inclinar el cañón para obtener el alcance (elevación) deseado, bloquear la cureña y finalmente disparar.
| | |
| La marinería esta en la posición prevista para el disparo. (p.168) Inmediatamente al lado de la tronera se ve un proyectil con una percha y un garfio que permitían por medio de grúa elevarlo hasta la boca del tubo para cargar el arma. En primer plano se ven 2 o 3 baquetas. | Vista de dos piezas de artillería. Se aprecian claramente los arcos de correderas fijos en la cubierta que permitían girar la pieza en un ángulo de hasta 110°. También se ven las manivelas que hacían girar la cureña. |

1874
El armamento principal, que estaba montado en reducto central, consistía en 6 cañones Armstrong de avancarga de 228 mm (9 in) distribuidos de tres por banda, montadas sobre cureña de pivote central, permitiendo al cañón de proa disparar de frente a la manga. La pieza central disparaba con un ángulo de 70° a proa y 35° a popa pudiendo también disparar de frente a la proa y la tercera desde la manga hasta la popa.
El armamento lo completaba con un cañón de 20 libras, uno de 9 y uno de 7, y una ametralladora Nordenfelt instalada en la cofa del trinquete, de una pulgada de calibre (25,4 mm), que disparaba un proyectil de una libra de peso (454 g).
El Cochrane también contaba con una lancha a vapor que fue dotada con un torpedo de botalón. La única aplicación que tuvo esta lancha fue en la expedición al Callao, cuando se lanzó al ataque para intentar hundir la corbeta Peruana Unión.
La nave tenía un también un espolón que debía romper el casco del barco enemigo si la cercanía permitía una arremetida.
1889

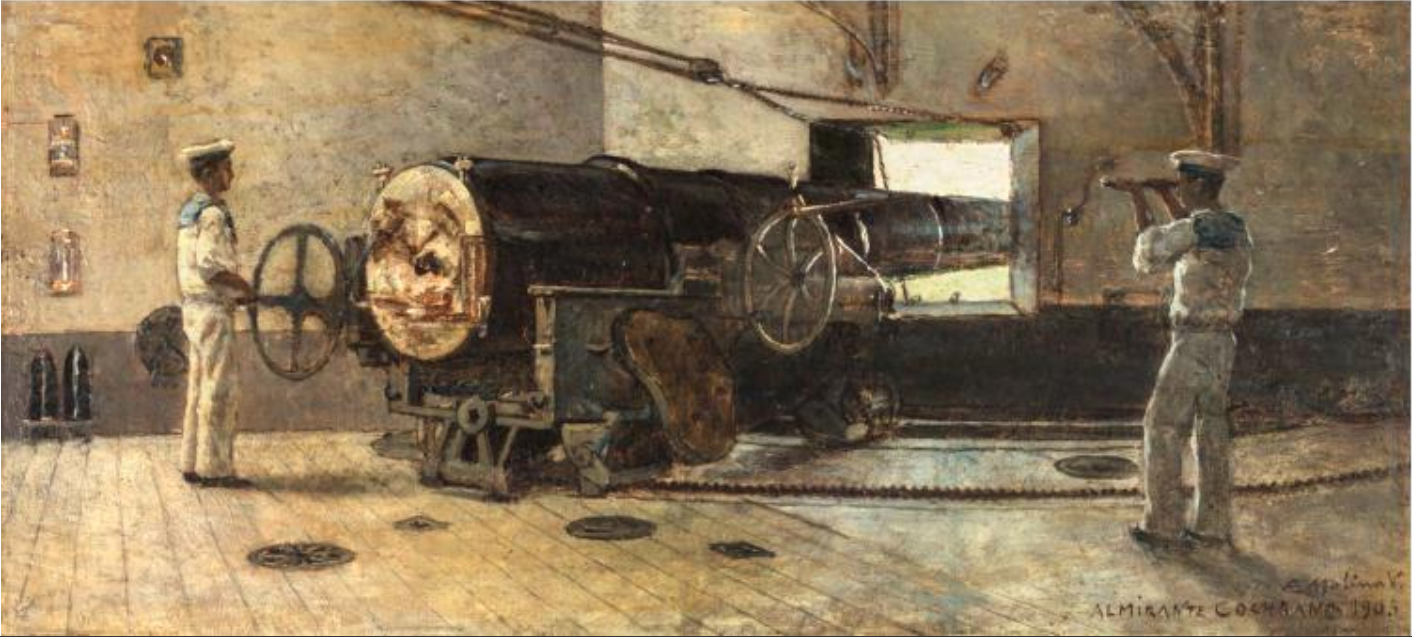
Pintura al óleo de Ernesto Molina de un cañón retrocarga del Almirante Cochrane, en 1905.

Entre 1888 y 1889 se le hicieron importantes modificaciones, tras las cuales un artículo de la Revista de Marina consigna el siguiente armamento: 6 cañones de 9" (pulgadas) de retrocarga, 4 cañones de 4,7", 4 cañones de 2.2", 1 cañón de 20 lb (libras), 1 cañón de 7 lb, 4 cañones de 1 lb, 3 ametralladoras Gatling de 1". Además se le agregaron redes Bullivant antitorpedos y 3 tubos lanzatorpedos. (p.XXVII)

### Blindaje
El buque estaba protegido en la línea de flotación por un cinturón blindado el cual se extendía todo alrededor desde 1.2 m (4 pies) bajo el plano de flotación de desplazamiento máximo hasta la cubierta de la batería. El espesor máximo era de 230 mm (9 pulgadas) en el plano de flotación, al centro del buque, y de 115 mm (4,5 pulgadas) en proa y popa. Entre la estructura del casco y el blindaje poseía un forro de separación de madera de teca de 254 mm (10 pulgadas) de espesor para reducir el impacto de los proyectiles. 
La cubierta de la batería, la cual era rasante con el cinturón blindado, estaba protegida con una coraza de 76 mm (3 pulgadas) en zona central reduciéndose a 50 mm (2 pulgadas) a proa y popa.
La batería, que tenía una altura de entrepuente de 2,25 m, estaba protegida en las bandas y en la parte frontal por dos hiladas de planchas, la inferior de 203 mm (8 pulgadas) y la superior (es decir la cubierta) de 152 mm (6 pulgadas) de espesor. La parte posterior de la batería estaba protegida por blindaje uniforme de 115 mm (4,5 pulgadas) de espesor. Al igual que el blindaje del casco, estaba empernado a una estructura metálica con un forro interior de madera de teca de 304-355 mm (12-14 pulgadas) de espesor.

### Sistema de propulsión
El sistema de propulsión del Cochrane era mixto, máquina a vapor y vela con aparejo de Bergantín. 
| 1874 | 1889 |
| | |
| Esquema de una máquina de vapor Penn o de tronco. El vapor impulsaba al émbolo que movía el tronco que movía horizontalmente un extremo "b" de la biela "c" que en su otro extremo hacía rotar el cigüeñal y así el eje de la hélice. A la izquierda de la imagen, la barra que cruzaba bajo el cigüeñal daba fuerza a una bomba de doble acción destinada a bombear el agua condensada a la caldera para ser reutilizada. | Animación esquemática de un motor de expansión triple. El vapor con más presión entra al cilindro izquierdo y mueve el pistón de menor diámetro. Tras salir de aquel entra al cilindro del centro y mueve al segundo pistón para, al salir, mover el tercer pistón que es el de mayor diámetro. |

1874
La planta motriz original, provista por la compañía John Penn & Sons, estaba compuesta por dos máquinas de vapor tipo tronco o cofre (trunk en inglés), seis calderas y dos hélices. Las máquinas tenían dos cilindros horizontales, uno de alta y otro de baja presión. El cilindro de alta presión tenía un diámetro de 1,16 m (46 pulgadas) mientras que el de baja presión tenía un diámetro de 1,93 metros (76,0 plg). La carrera de ambos cilindros era de 762 milímetros (2,5 pies).
Las máquinas eran capaces de generar una potencia total máxima de 1,23 MW (2920 HP) a 90 revoluciones por minuto. Estas máquinas hacían girar dos hélices de cuatro palas de ø4,8 m (15 pies 9 pulgadas) y 4,72 (15 pies 6 pulgadas) de paso.
La ventaja de las máquinas de Penn & sons era su baja altura que permitía instalarlas a un nivel bajo la línea de flotación, protegidas de los disparos enemigos y dando una mayor estabilidad al barco.
El vapor para las máquinas era suministrado por seis calderas cilíndricas tubulares con una presión máxima de trabajo de 413,6 kPa (60 psi). La superficie total de calefacción era de 836,12 m² (9000 pies²).
Este sistema propulsor le permitió registrar al Cochrane, durante la prueba de la milla medida, una velocidad máxima de 12,8 nudos. Sin embargo, la velocidad máxima operativa, con los fondos limpios, era de 12 nudos. A esta velocidad el consumo de combustible era de 45 toneladas de carbón por día, mientras que a 10 nudos el consumo era de 35 toneladas  por día.
Durante la guerra del Pacífico, la fragata consumió varias veces hasta las últimas reservas de carbón durante sus operaciones navales. A su regreso desde el fracasado ataque al Callao en mayo de 1879 tuvo que ser abastecido con el carbón de la O'Higgins y de la Chacabuco que debieron continur a vela hacia el sur. En vísperas de la captura del vapor Rímac, el Cochrane no pudo acudir oportunamente a protegerlo por falta de carbón.
1889
Durante la modernización realizada en 1888-89, sus máquinas Penn fueron cambiadas por máquinas de triple expansión horizontales con una potencia de 4.300 HP que le dieron una velocidad de 13,6 nudos a la nave. Con ello se obtuvo también una economía del 25% en el consumo de combustible. (p.XXI)

## Tripulación

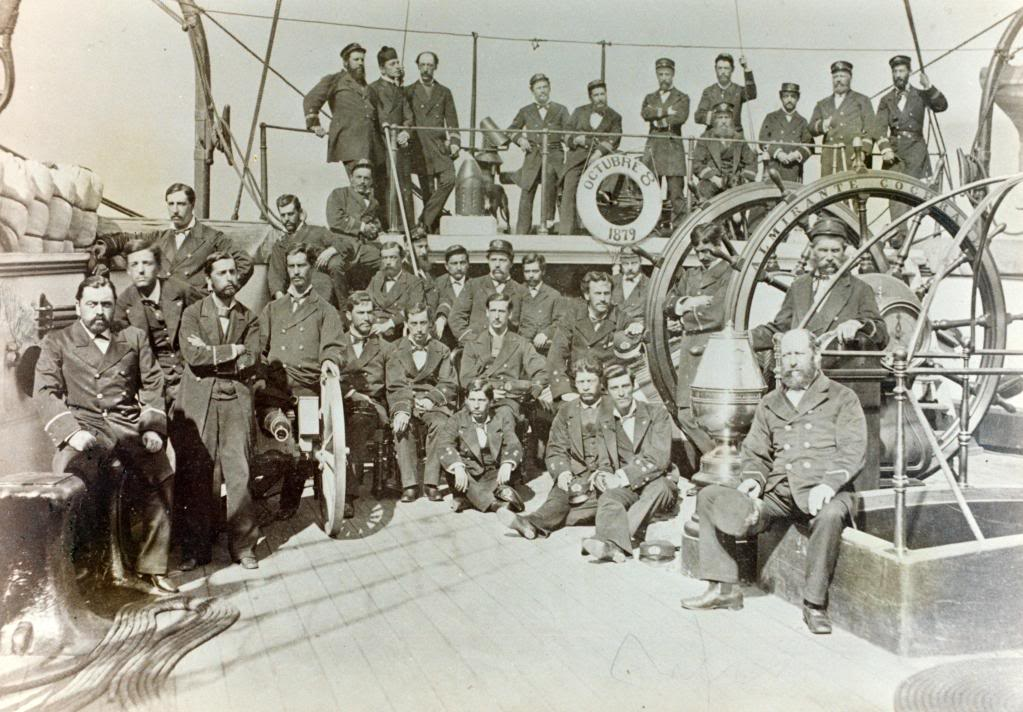
Oficialidad del buque.

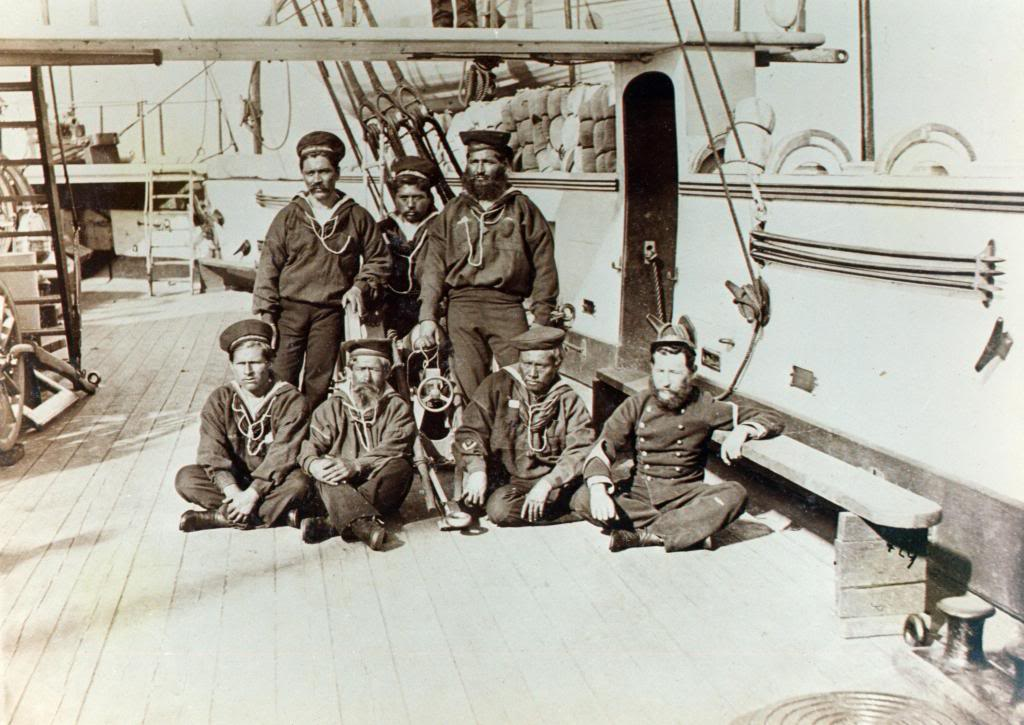
Artilleros del buque.

La tripulación varió a lo largo de los años dependiendo de las tareas encomendadas al buque por el gobierno. Como tripulación, Guillermo Guajardo Soto da 260 personas, de las cuales 6 eran ingenieros mecánicos, 5 mecánicos y un herrero. En el informe al Congreso Nacional de 1878 se especifica la siguiente tripulación: un Comandante, un Segundo Comandante, dos Tenientes primero, siete Tenientes Segundo, doce Guardiamarinas, un Contador, un Cirujano, un Ingeniero de primera clase, un Ingeniero de segunda clase, cuatro ingenieros de tercera clase, una tripulación de 94 individuos entre contramaestres y grumetes, así como 40 miembros de la Guarnición de Artillería de Marina, hoy conocida como Cuerpo de Infantería de Marina de Chile, que eran 1 sargento, 3 cabos, un tambor o corneta y 34 soldados. Es decir, 31 oficiales (incluido el de infantería de marina), 94 entre contramaestres, grumetes y marinos y 39 infantes de marina: en total 164 personas a bordo. Durante la incursión al Callao había 46 infantes de marina y 52 durante la ocupación de Iquique.
Durante el combate de Angamos fueron heridos siete tripulantes: dos soldados, dos carboneros, un calafate, un herrero y un grumete.
Algunos comandantes del Cochrane
- 1874: Coneyin. (Durante el primer viaje)
- 1875: Enrique M. Simpson.[31] (pág.163) (Inicio 31 de marzo de 1875)
- 1879: Juan José Latorre.[5] (p.292) (Inicio 6 de septiembre de 1879)
- 1884: Constantino Bannen.[32] (p.64)
- 1899: Luis Artigas.[33] (p.152)
- 1890: Froilán Valenzuela.[5] (p.233)

## Manutención, reparaciones, carenado
Como señala el estudio de G. Guajardo S., "El armamentismo planteó grandes desafíos laborales, educativos e institucionales, que fueron traspasados a los países compradores, constituyéndose en uno de los más importantes mecanismos de transferencia tecnológica, junto con el ferrocarril y la industrialización." Tanto antes, durante y después de la guerra del Pacífico fue difícil encontrar personal y a veces se debió contratar extranjeros. (pág.128) El jefe de carpinteros del blindado era, por ejemplo, un inglés que había llegado en el primer viaje desde el astillero, su nombre es Edwin John Penton y dejó un interesante diario de vida: Diario de Edwin John Penton. A bordo de la fragata blindada Cochrane 1878 – 1882.
Hasta 1896 no existió en Chile la posibilidad de realizar trabajos en el casco de la fragata de tal tamaño en algún dique, ya sea seco o flotante. Existía en 1879 un dique flotante, hecho de madera, en Valparaíso con capacidad nominal de 4000 toneladas, pero la dirección de la Armada desconfiaba de la estabilidad y seguridad del dique. (p.X) Por esas razones durante la guerra del Pacífico las reparaciones y limpieza del casco se hicieron con buzos. En el astillero de Valparaíso se repararon en 1879, antes de la captura del Huáscar, 1200 de sus 1800 tubos de caldera, mejorando significativamente su capacidad. (p.92)

## Pacto secreto Perú-Bolivia
A mediados del siglo 19 las fronteras entre Argentina, Bolivia y Chile estaban ampliamente sin definir y Perú intervenía en la fijación de las fronteras de Bolivia para que deshiciera un tratado firmado con Chile en 1866.
El historiador peruano Jorge Basadre escribe sobre la llegada del Cochrane y las intenciones de la cancillería peruana:

La gestión diplomática peruana en 1873 ante la Cancillería de Bolivia fue en el sentido de que aprovechara los momentos anteriores a la llegada de los blindados chilenos para terminar las fatigosas disputas sobre el tratado de 1866 y de que lo denunciase para sustituirlo por un arreglo más conveniente, o bien para dar lugar, con la ruptura de las negociaciones, a la mediación del Perú y la Argentina.

En 1875, tras la llegada del Cochrane a Valparaíso, el ministro de relaciones exteriores del Perú ordenó a su ministro en Buenos Aires, en varias cartas, impedir la adhesión argentina cuidadosamente. Querejazu las resume:

La Argentina cree que adhiriéndose a nuestro tratado arribará a una solución favorable en sus cuestiones con Chile... Es indispensable que proceda usted con la mayor cautela y tino... En caso de que encuentre un pretexto natural para suspender este asunto, hágalo...pero es preciso que sea un pretexto muy bueno, que no choque ni parezca violento.
 Aníbal Víctor de la Torre, Ministro de Relaciones Exteriores del Perú Cartas de julio y agosto de 1875 a su representante en Buenos

## Historia de servicio
De acuerdo con la presentación hecha en la publicación del diario de vida de Edwin John Penton, el Almirante Cochrane tuvo los siguientes destinos:
1872-1874 Construcción en Gran Bretaña.
1874 26 de diciembre Debido a los temores del gobierno chileno al posible inicio de un conflicto limítrofe con Argentina o Bolivia, debió zarpar del astillero sin sus terminaciones, el forro de madera y zinc, para arribar al puerto de Valparaíso al mando del capitán inglés Coneyin.
1877 enero Tras la llegada a Chile de su gemelo Blanco Encalada y con el fin de terminar los trabajos de encubrir su casco con madera y planchas zinc, obras que no podían realizarse en Chile ni en lugares cercanos, el gobierno dispuso por un costo estimado de $80.000 (pesos chilenos) enviarla a Inglaterra para la ejecución de las obras necesarias. Antes del viaje se desembarcó a la guarnición de infantería de marina y al llegar al astillero inglés se licenció a la mayoría de la tripulación quedando solo los estrictamente necesarios para salvaguardar la nave. La pólvora y otros elementos que no serían necesarios fueron desembarcados. (p.149) El trayecto seguido fue Lota, Punta Arenas, Río de Janeiro, Bahía, San Vicente i Madera, Londres. Al comandante de la nave le fue entregada una carta de crédito a cargo del Banco Oriental de Londres para solventar los costos de víveres, combustibles y otros indispensables. (p.15)
Abordaron la nave también 4 tenientes segundos y 9 guardiamarinas que debían ser enrolados en las marinas de Francia y Gran Bretaña con fines educacionales y el permiso de los respectivos gobiernos hasta el regreso de la nave chilena. (p.15)
1878 enero El presidente Aníbal Pinto encargó a Alberto Blest Gana, poner en venta los blindados tan pronto se solucionaran las diferencias con Argentina, para así paliar la crisis económica que imperaba en Chile desde hace algunos años. Por encargo de Blest Gana, el diseñador de las naves, E.J. Reed, ofreció al Reino Unido al Cochrane en 220 000 libras esterlinas, pero no hubo interés en su adquisición, luego se intentó buscar la venta de los dos blindados a Rusia obteniendo el mismo resultado.
1878 noviembre Estacionado en Lota junto al Blanco Encalada para actuar en caso de un conflicto armado con Argentina.

### Guerra del Pacífico
1879 febrero 14 Al inicio de la guerra estaba al mando del capitán de navío Enrique Simpson Baeza, y el 14 de febrero de 1879 la fragata arribó al puerto de Antofagasta y fue desde ella desde donde descendió el capitán José Manuel Borgoño que anunció las autoridades bolivianas que Chile consideraba roto por incumplimiento boliviano el tratado de 1874 y les comunicó la reivindicación del territorio chileno entre los paralelos 23°S y 24°S.
1879 abril 17 la Cochrane y la cañonera Magallanes bombardearon los elementos de movilización de Mollendo. 
Desde el 5 de abril de 1879 y hasta fines de junio era el buque insignia de la 2.ª División naval, encargada del bloqueo de Iquique junto con la cañonera Magallanes, la corbeta Abtao y el carbonero Matías Cousiño. El 16 de julio, el Cochrane y el Matías Cousiño fueron relevados por el Blanco Encalada y el Lamar respectivamente, retirándose a Antofagasta.
Posteriormente atacó las instalaciones portuarias de Mejillones, un poblado salitrero ubicado al norte del actual Mejillones. Desde allí rescató y envió a Chile por marina mercante a chilenos que habían sido expulsados de Perú y Bolivia al comienzo de la guerra.
El 20 y 21 de mayo de 1879 participó en el fracasado intento de ataque al puerto peruano de El Callao. (Los buques navales peruanos habían sido enviados al sur).
1879 agosto El Cochrane navega a Valparaíso y entra en mantenimiento por más de un mes. Las reparaciones se realizaron con buzos, dado que existían dudas sobre la capacidad de los diques flotantes del puerto. Se debieron limpiar 1200 de los 1800 tubos de su caldera. Más aún, se le colocaron más ametralladoras y se instalaron luces eléctricas que permitían iluminar el entorno durante la noche para alertar en caso de ataques con torpedos de las fuerzas sutiles. El mando lo toma el capitán de fragata Juan José Latorre, que es también jefe de la 2.ª División naval, conformada también por el Loa y la O'Higgins. 
1879 octubre 8 Cumple su acción más destacada, la captura del monitor peruano Huáscar en el Combate Naval de Angamos. Durante la lucha fueron heridos 9 tripulantes y tuvo que lamentar un fallecido.
1879 noviembre 2 Da apoyo a las fuerzas chilenas en el desembarco y combate de Pisagua. Esta campaña terrestre, conocida como Campaña de Tarapacá, culminó el 23 de noviembre cuando las fuerzas chilenas que descendieron del Almirante Cochrane ocuparon Iquique tras la petición de la colonia extranjera residente en la ciudad abandonada por los aliados tras la derrota en la batalla de Dolores.
1880 Participa en el bloqueo de Arica y sufre un impacto de proyectil que causa 28 bajas, entre ellas 7 marineros muertos. (p.191) La veloz corbeta peruana Unión rompe el bloqueo de Arica. En septiembre de 1880 bombardea Chancay, Chorrillos y Ancón, en represalia por el hundimiento de la goleta Covadonga. (p.315)
1881 enero 15 Presta apoyo de fuego naval durante la batalla de Miraflores.
En los años posteriores a la guerra, esta nave tenía una estación en El Callao, en la que se turnaba junto a las otras naves de la Armada. Por ejemplo, desde el 1 de abril de 1884 hasta el 31 de marzo del año 1885 permaneció allí a las órdenes del Ministro Plenipotenciario de Chile en el Perú. Durante su estadía, 5 marineros se enfermaron de fiebre amarilla. (p.12 y 20)

### Viaje a Inglaterra en 1888-1889

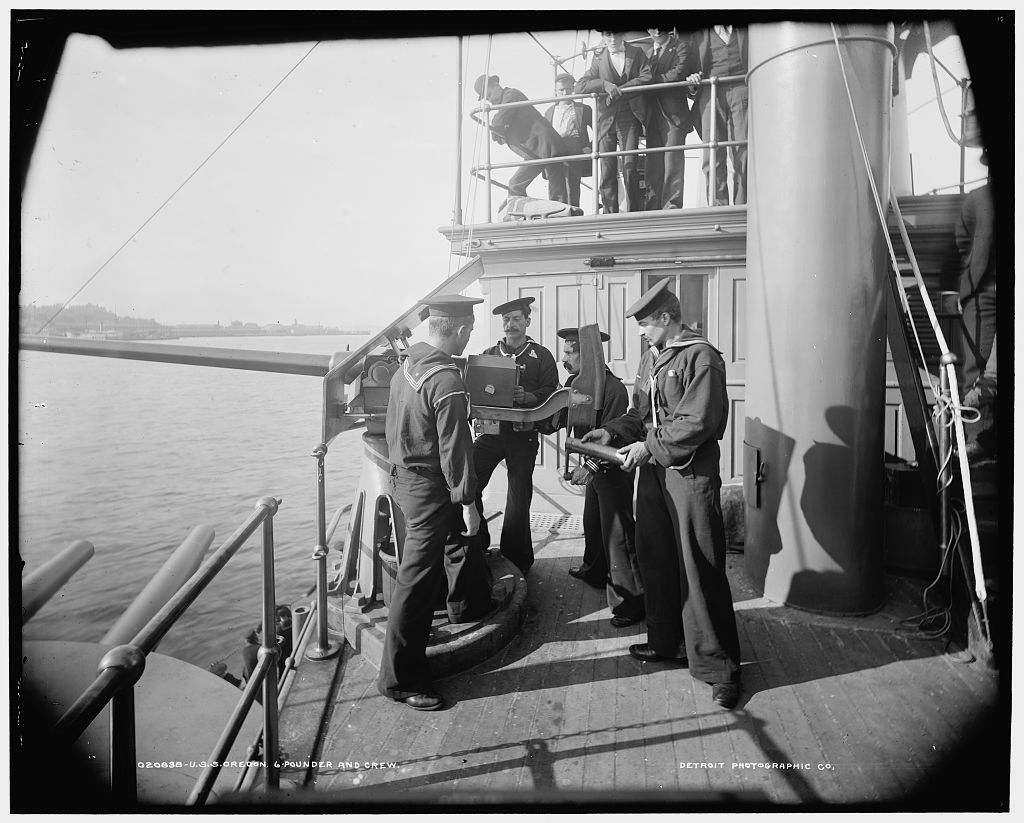
Cañón de 6 libras y sus servidores del USS Oregon (hacia 1896-1901). Estos cañones de tiro rápido estaban destinados a impedir el ataque de las veloces torpederas.

El 5 de enero de 1887 zarpa a Inglaterra, otra vez a los astilleros Earle, para realizar una modernización. Se le instalaron 9 calderas (cilíndricas) y se reemplazaron sus máquinas Penn por máquinas triple expansión horizontales con una potencia de 4.300 HP que le dieron una velocidad de 13,6 nudos a la nave.
Se colocaron cofas blindadas y se cambió la artillería principal original de 9 pulgadas avantcarga por cañones de 8 pulgadas de retrocarga, en ambos casos Armstrong. Para la defensa contra las nuevas y rápidas lanchas torpederas se le agregaron 3 cañones Hotchkiss QF (Quick Fire) de 6 libras, 6 cañones rotatorios Hotchkiss de 37 mm y 3 TLT de 14”, uno a cada lado de la proa y uno en la popa y 3 tubos lanzatorpedos Whitehead. (p.169) Se instalaron también redes Bullivant contra torpedos.Red antitorpedo (p.XXVII)
Regresó a Chile en marzo de 1890. (p.169)

### Guerra Civil de 1891
Durante la Guerra Civil de 1891 que se vivió en Chile, el Cochrane formó parte de las fuerzas congresistas que derrotaron al presidente José Manuel Balmaceda.
Al atardecer del 7 de enero de 1891, el Cochrane remolcó al Huáscar, que tenía sus máquinas desmontadas, desde la bahía de Valparaíso, fondeándolo frente a Las Salinas, donde se procedió a ponerlo en servicio.
El 23 de agosto de 1891, participó en el combate contra los fuertes de Valparaíso, junto con el crucero Esmeralda. En ese día, estaba en el blindado el capitán de navío Jorge Montt. Los fuertes hicieron unos 40 disparos, mientras el Cochrane de 10 a 12 y el Esmeralda de 6 a 8.

### Sede de escuelas a partir de 1892

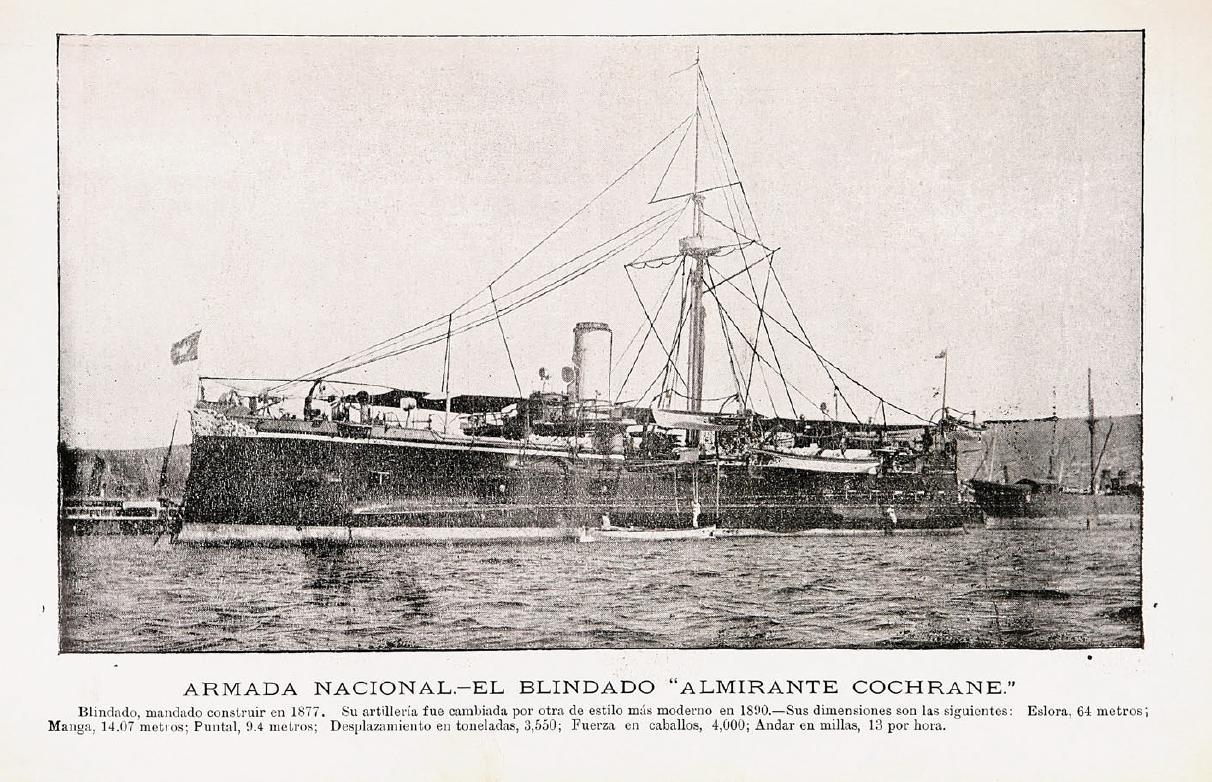
El blindado en 1903, cuando, ya sin trinquete ni mesana, funcionaba como escuela de artillería de la Armada. Equivocadamente, el texto señala 1877 como año de construcción de la nave.

En 1892 se funda en el Cochrane la “Escuela de Condestables, Ayudantes de Condestables, Artilleros y Torpedistas de Preferencia” (p.396) que posteriormente pasa a ser la "Escuela de Artillería de la Armada". A partir de 1903 funciona en la "Escuela de Señales de la Armada" (p.142), en 1905 comienza a funcionar en la "Escuela de Torpedos y Minas". (p.16 y 395) y en 1911 aparece entregando su función de "Escuela de Artillería de la Armada" al crucero protegido "Blanco Encalada" (botado 1893). (p.98)

### Reintegro a la escuadra en 1898
Debido al agravamiento de las disputas fronterizas con Argentina debió ser reintegrado a la escuadra en 1898.

### Fin de servicios
En 1900 se le efectuó un completo reacondicionamiento y en el informe de la Armada al Congreso de 1901 se señala que funcionaba una escuela de artillería y que había hecho un viaje a la isla Juan Fernández, Arica, Quintero y el Golfo de Arauco. (p.15) A partir de 1913 fue usado como buque depósito e insignia del apostadero naval de Talcahuano. Enajenado en 1933, después de 59 años de su llegada a Chile. (p.170)